# Ruurd Klazes Okma
Ruurd Klazes Okma (Ferwoude (grietenij Wonseradeel, Frl.), 23 februari 1839 – Indijk (gem. Wymbritseradeel, Frl.), 6 mei 1915) was een Nederlands veehouder en politicus.

## Leven en werk
Okma was een zoon van veehouder Klaas Lolles Okma en Grietje Durks Demmer. Hij trouwde in 1860 met Trijntje Douwes Douma (1842-1862), uit welk huwelijk onder anderen Lolle Klaas Okma werd geboren.
Okma was veehouder, tot hij in 1881 kalkfabrikant werd.

## Politieke loopbaan
Okma was een antirevolutionaire vertegenwoordiger van de 'Kleyne luyden' in Friesland. Hij begon zijn politieke loopbaan in de gemeenteraad van Wymbritseradeel in 1877. Hij was gemeenteraadslid (1877-1880) en wethouder (1881-1888) in deze gemeente. Hij trad gedwongen af als wethouder en raadslid omdat zijn firma bouwmaterialen voor scholen en bestrating in de eigen gemeente zou hebben geleverd. Hij ging tegen de beslissing in beroep bij de Kroon, maar dat beroep werd ongegrond verklaard.
Okma kwam in 1888 voor Wolvega, een Fries plattelandsdistrict, in de Tweede Kamer kwam mede dankzij de steun van de socialistische kiezers. Okma speelde in de Kamer geen opvallende rol. Hij stelde zich in 1891 niet herkiesbaar. Van 1890 tot 1895 was hij lid van de Provinciale Staten van Friesland.
- Biografisch Portaal: 10900000
- Parlement.com: vg09ll3r3vyv